# Cantorchilus griseus
Cantorchilus griseus là một loài chim trong họ Troglodytidae.